# Hans-Dieter Steinmetz
Hans-Dieter Steinmetz (* 24. Mai 1951 in Greußen, Thüringen) ist ein deutscher Autor, Publizist und Karl-May-Forscher. Er lebt in Dresden.
Steinmetz arbeitete als Sicherheitsingenieur in Dresden. Er ist Gründungsmitglied und seit Oktober 2013 Vorsitzender des Wissenschaftlichen Beirates Karl-May-Haus Hohenstein-Ernstthal. Seit 1974 veröffentlicht er Fachbeiträge in Publikationen der Karl-May-Gesellschaft, des Karl-May-Verlages, des Karl-May-Hauses Hohenstein-Ernstthal sowie in Zeitschriften und Tageszeitungen.

## Veröffentlichungen (Auswahl)
- Karl-May-Chronik. 5 Bde., 1 Begleitbuch. Bamberg, Radebeul: Karl-May-Verlag 2005/06 [zus. m. Dieter Sudhoff].
- 365 Tage Karl May. Eine biografische Jahresschau. Bamberg, Radebeul: Karl-May-Verlag 2011.
- Leben im Schatten des Lichts. Marie Hannes und Karl May. Eine Dokumentation. Hrsg. von Hans-Dieter Steinmetz und Dieter Sudhoff. Bamberg, Radebeul: Karl-May-Verlag 1997.
- Karl May in der Hohenstein-Ernstthaler Lokalpresse 1899–1912. Eine Dokumentation. Hrsg. und kommentiert von Hans-Dieter Steinmetz. Mit einem Beitrag von Hartmut Schmidt. Hohenstein-Ernstthal: Karl-May-Haus 2001.
- Karl May: Briefwechsel mit Friedrich Ernst Fehsenfeld. Erster Band 1891–1906. Mit Briefen von und an Felix Krais u. a. Hrsg. von Dieter Sudhoff unter Mitwirkung von Hans-Dieter Steinmetz. Bamberg, Radebeul: Karl-May-Verlag (Karl May’s Gesammelte Werke und Briefe Bd. 91), 2007.
- Karl May: Briefwechsel mit Friedrich Ernst Fehsenfeld. Zweiter Band 1907–1912. Mit Briefen von und an Felix Krais u. a. Hrsg. von Dieter Sudhoff und Hans-Dieter Steinmetz. Bamberg, Radebeul: Karl-May-Verlag (Karl May’s Gesammelte Werke und Briefe Bd. 92), 2008.
- Karl May: Briefwechsel mit Sascha Schneider. Mit Briefen Schneiders an Klara May u. a. Hrsg. von Hartmut Vollmer und Hans-Dieter Steinmetz. Bamberg, Radebeul: Karl-May-Verlag (Karl May’s Gesammelte Werke und Briefe Bd. 93), 2009.
- Karl May: Briefwechsel mit Joseph Kürschner. Mit Briefen von und an Wilhelm Spemann u. a. Hrsg. von Hartmut Vollmer, Hans-Dieter Steinmetz und Wolfgang Hainsch. Bamberg, Radebeul: Karl-May-Verlag (Karl May’s Gesammelte Werke und Briefe Bd. 94), 2013.
- Karl May in Hohenstein-Ernstthal 1921–1942. Ein Beitrag zur Wirkungsgeschichte anhand des Briefwechsels zwischen Hans Zesewitz und Euchar A. Schmid. Hrsg. von Hans-Dieter Steinmetz. Bamberg, Radebeul: Karl-May-Verlag 2016.